# Saleich
Saleich (okzitanisch Saleish) ist eine französische Gemeinde mit 337 Einwohnern (Stand: 1. Januar 2022) im Département Haute-Garonne in der Region Okzitanien. Sie gehört zum Arrondissement Saint-Gaudens und zum Kanton Bagnères-de-Luchon. Die Einwohner werden Saleichois genannt.

## Lage
Die Gemeinde Saleich liegt im Osten der Landschaft Comminges an der Grenze zum Département Ariège, etwa 20 Kilometer südsüdöstlich von Saint-Gaudens. Umgeben wird Saleich von den Nachbargemeinden His und Castagnède im Norden, Mauvezin-de-Prat im Osten, Francazal im Osten und Südosten, Urau im Süden und Südwesten, Castelbiague im Westen sowie Montgaillard-de-Salies im Nordwesten.

## Bevölkerungsentwicklung
| Jahr                       | 1962 | 1968 | 1975 | 1982 | 1990 | 1999 | 2006 | 2013 | 2020 |
| Einwohner                  | 398  | 382  | 342  | 316  | 357  | 361  | 385  | 358  | 338  |
| Quellen: Cassini und INSEE |      |      |      |      |      |      |      |      |      |

## Sehenswürdigkeiten
- Kirche Saint-Pé
- Kapelle Notre-Dame de la Borie
- Reste des Herrenhauses
- Burgruine Esteraye aus dem 12. Jahrhundert

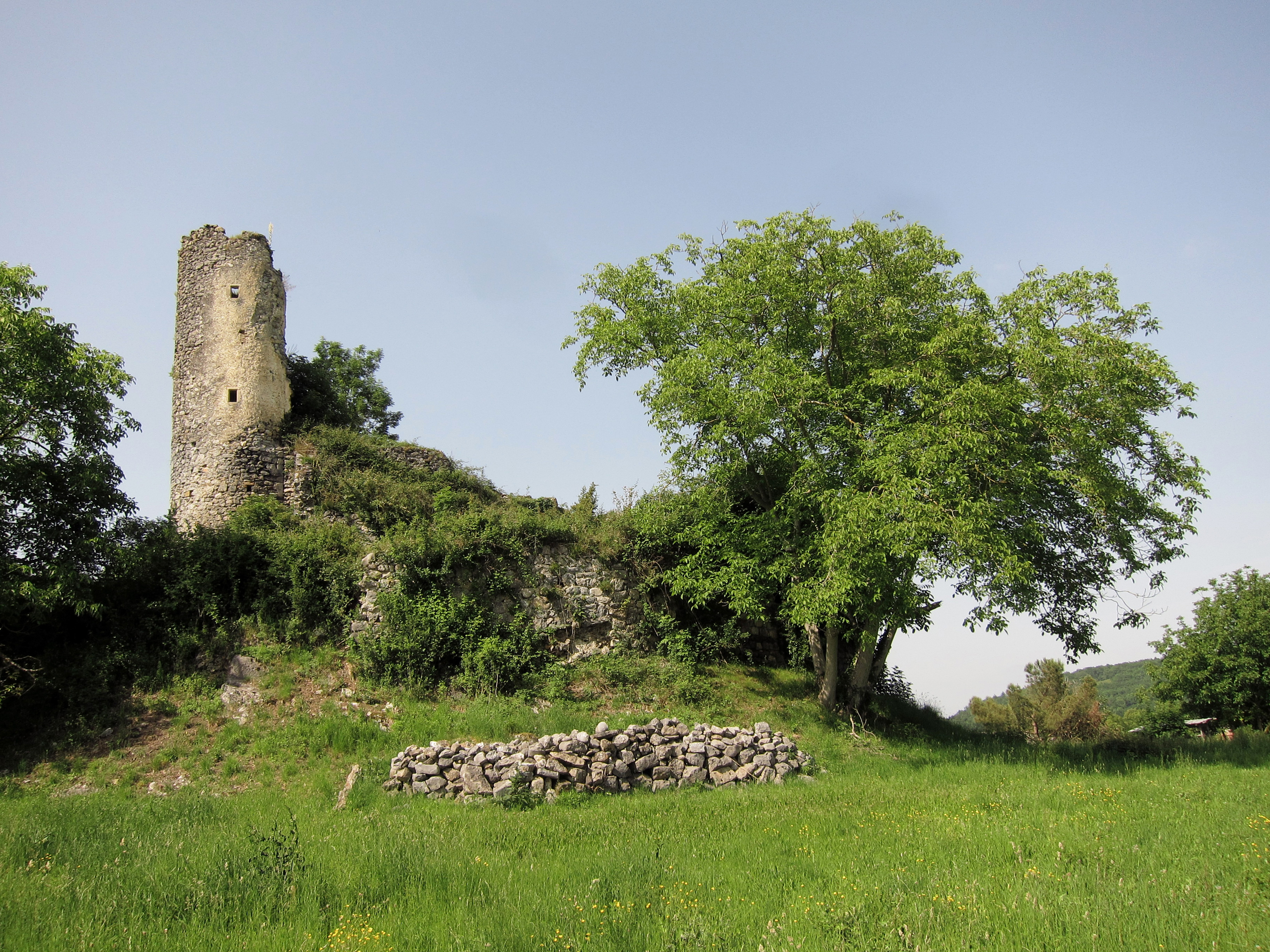
Burgruine
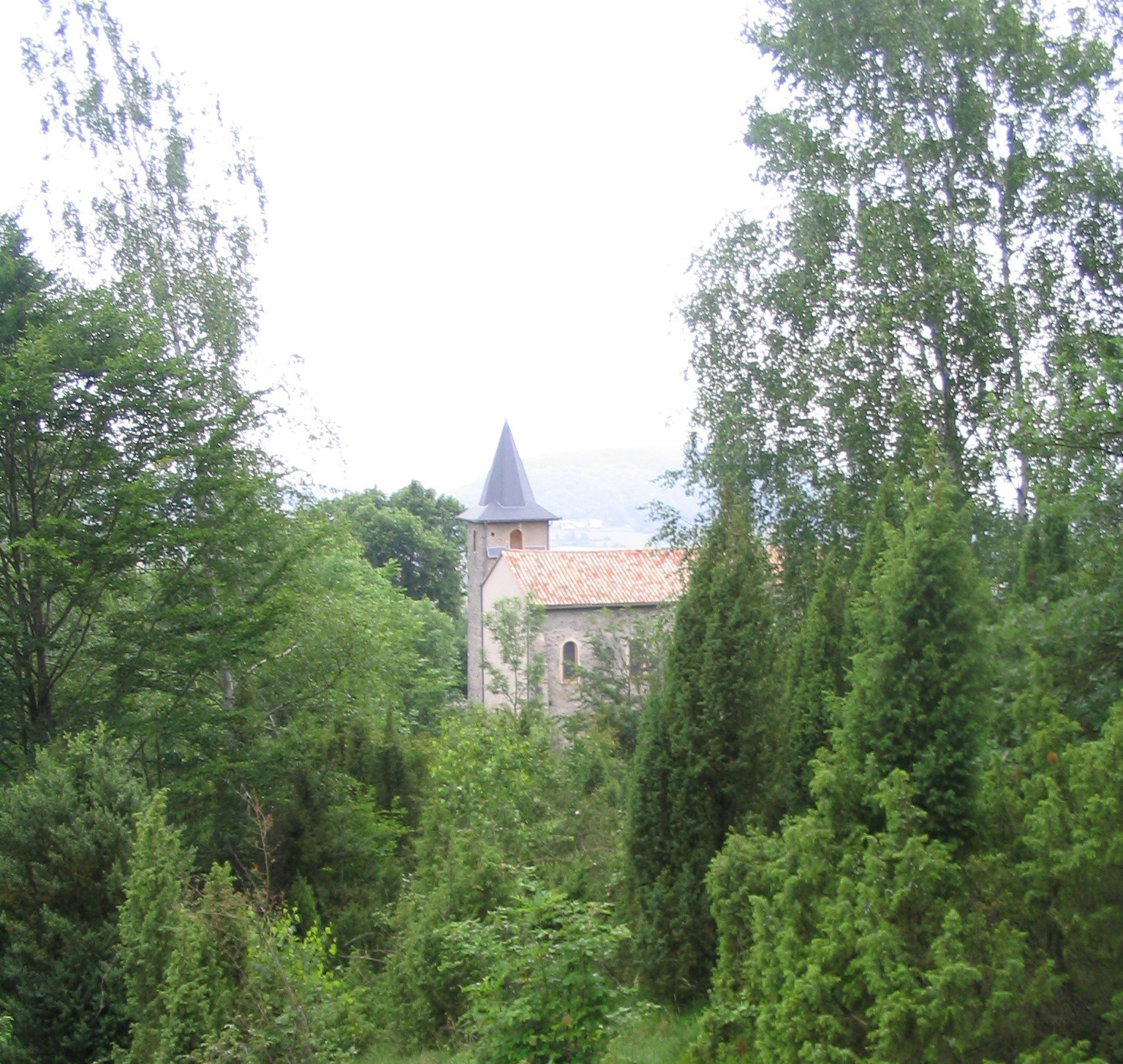
Kapelle Notre-Dame de la Borie